# Rothera (forskningsstation)
Rothera (Rothera Station) är en brittisk forskningsstation på Adelaide Island väster om den Antarktiska halvön. Den används till forskning inom bland annat meteorologi, biologi, geologi och glaciologi, och den fungerar som försörjningsbas för forskningsstationerna på den antarktiska kontinenten. Stationen drivs av British Antarctic Survey (BAS), och är bemannad året om. Den har en kapacitet på 130 personer, men en vanlig vinterbesättning ligger på 22 personer. Rothera har en kaj och en 900 meter lång landningsbana. BAS driver en flygförbindelse till Falklandsöarna med ett flygplan av typen de Havilland Canada Dash 7.